# Tatiana Kouznetsova
Tatiana Dmitrievna Kouznetsova (en russe : Татьяна Дмитриевна Кузнецова ; Gorki, 14 juillet 1941 - 28 août 2018) est une aspirante-cosmonaute soviétique. Elle a fait partie des cinq candidates au premier vol spatial féminin (Vostok 6), en compagnie notamment de Valentina Terechkova. 

## Biographie
Elle est la plus jeune personne ayant été jamais retenue pour être cosmonaute. Elle détient plusieurs records mondiaux de parachutisme.
Au moment de sa sélection elle travaille au département de mathématiques appliquées de l'Académie des sciences.